# Rok Perko
Rok Perko (* 10. Juni 1985 in Tržič) ist ein ehemaliger slowenischer Skirennläufer. Er war auf die Disziplinen Abfahrt und Super-G spezialisiert und gehörte der slowenischen Skinationalmannschaft an.

## Biografie
Seine ersten FIS-Rennen bestritt Perko im Januar 2001. Im Februar 2002 nahm er erstmals an Juniorenweltmeisterschaften teil, kam aber nicht über einen 37. Platz in der Abfahrt hinaus. Ein Jahr später belegte er immerhin den 15. Abfahrtsrang bei den Juniorenweltmeisterschaften 2003. Ab der Saison 2003/04 war Perko auch im Europacup am Start. Bei den Juniorenweltmeisterschaften 2004 belegte er den fünften Platz in der Abfahrt. Im selben Jahr gewann er seinen ersten von bisher neun slowenischen Meistertiteln. Bei den Juniorenweltmeisterschaften 2005 in Bardonecchia gewann er die Goldmedaille in der Abfahrt und die Silbermedaille im Super-G.
Im Weltcup ist Perko seit der Saison 2004/05 am Start. Am 3. Februar 2006 holte er in der Super-Kombination von Chamonix mit Rang 29 seine ersten Weltcuppunkte. Im folgenden Jahr nahm er im schwedischen Åre erstmals an Weltmeisterschaften teil, blieb allerdings ohne Ergebnis. Im Europacup konnte der Slowene in der Saison 2007/08 mit einem Sieg und zwei weiteren Podestplätzen die Abfahrtswertung für sich entscheiden. Bei den Weltmeisterschaften 2009 in Val-d’Isère belegte er den 22. Rang und bei den Olympischen Winterspielen 2010 in Vancouver den 14. Platz in der Abfahrt. Bei den Weltmeisterschaften 2011 in Garmisch-Partenkirchen wurde er 19. in dieser Disziplin.
Im Weltcup blieben zunächst zwei zwölfte Plätze in den Abfahrten von Kvitfjell am 7. März 2009 und am 6. März 2010 seine besten Ergebnisse, bis er am 15. Dezember 2012 überraschend den zweiten Platz in der Abfahrt von Gröden erreichte.
Am 10. Juni 2018 gab er seinen Rücktritt vom aktuellen Skirennsport bekannt.

## Erfolge

### Olympische Spiele
- Vancouver 2010: 14. Abfahrt

### Weltmeisterschaften
- Val-d’Isère 2009: 22. Abfahrt
- Garmisch-Partenkirchen 2011: 19. Abfahrt
- Schladming 2013: 35. Super-G
- St. Moritz 2017: 38. Abfahrt

### Weltcup
- 4 Platzierungen unter den besten 15, davon 1 Podestplatz

### Weltcupwertungen
| Saison  | Gesamt | Gesamt | Abfahrt | Abfahrt | Super-G | Super-G | Kombination | Kombination |
| Saison  | Platz  | Punkte | Platz   | Punkte  | Platz   | Punkte  | Platz       | Punkte      |
| ------- | ------ | ------ | ------- | ------- | ------- | ------- | ----------- | ----------- |
| 2005/06 | 144.   | 2      | –       | –       | -       | -       | 51.         | 2           |
| 2006/07 | 130.   | 11     | 51.     | 11      | -       | -       | –           | –           |
| 2007/08 | 122.   | 19     | 50.     | 9       | -       | -       | 44.         | 10          |
| 2008/09 | 98.    | 38     | 38.     | 35      | 49.     | 3       | –           | –           |
| 2009/10 | 92.    | 42     | 33.     | 41      | 58.     | 1       | –           | –           |
| 2010/11 | 150.   | 8      | 56.     | 8       | –       | –       | –           | –           |
| 2011/12 | 110.   | 22     | 51.     | 1       | 41.     | 21      | –           | –           |
| 2012/13 | 54.    | 138    | 16.     | 120     | 36.     | 18      | -           | -           |
| 2013/14 | 109.   | 22     | 47.     | 10      | 40.     | 12      | -           | -           |

### Europacup
- Gewinn der Abfahrtswertung in der Saison 2007/08
- 5 Podestplätze, davon 2 Siege:

| Datum           | Ort      | Land       | Disziplin |
| --------------- | -------- | ---------- | --------- |
| 1. Februar 2008 | Chamonix | Frankreich | Abfahrt   |
| 11. März 2010   | Tarvis   | Italien    | Super-G   |

### Juniorenweltmeisterschaften
- Tarvisio 2002: 37. Abfahrt, 43. Super-G
- Briançonnais 2003: 15. Abfahrt, 33. Slalom, 43. Super-G
- Maribor 2004: 5. Abfahrt
- Bardonecchia 2005: 1. Abfahrt, 2. Super-G, 12. Riesenslalom

### Slowenische Meisterschaften
Perko ist neunfacher Slowenischer Meister:
- 4× Super-G (2004, 2007, 2008 und 2009)
- 3× Abfahrt (2006, 2007 und 2009)
- 1× Riesenslalom (2009)
- 1× Kombination (2007)

### Weitere Erfolge
- 1 Sieg im South American Cup
- 10 Siege in FIS-Rennen